# Julia Navarro
Julia Navarro, née le 8 octobre 1953 à Madrid, est une journaliste et écrivaine espagnole.

## Biographie
Julia Navarro est, dans un premier temps, une journaliste politique pendant 35 ans environ. Elle entame cette carrière professionnelle lorsque la transition espagnole fait ses premiers pas, de la dictature du caudillo Francisco Franco, mort en 1975, à la démocratie. Ses premiers ouvrages sont liés à cette activité de commentateur et analyste politique comme PSOE: El desafío socialista publié en 1977 ou encore Nosotros, la transición en 1995.
Puis elle aborde la littérature de fiction sur des thèmes à caractère historique : La Hermandad de la Sábana Santa [La Confrérie du drap] part de l'énigme du linceul qui aurait couvert le corps Christ après sa crucifixion, La Biblia de barro [Le Secret d'Argile] sur les trafics d'œuvres d'art, La sangre de los inocentes [Le sang des innocents] sur les cathares, Dime quién soy [Dis-moi qui je suis] sur la guerre civile espagnole, etc. Le succès est au rendez-vous et ses publications font l'objet de multiples traductions. Elle abandonne le journalisme pour continuer à se consacrer à l'écriture de romans,.

## Œuvres (sélection)

### Principaux romans
- 2004 :La Hermandad de la Sábana Santa
- 2005 : La Biblia de barro
- 2007 : La sangre de los inocentes
- 2010 : Dime quién soy (2010)
- 2013 : Dispara, yo ya estoy muerto
- 2016 : Historia de un canalla
- 2018 : Tú no matarás
- 2021 : De ninguna parte

### Principaux livres journalistiques
- Nosotros, la transición (1995)
- 1982-1996, entre Felipe y Aznar (1996)
- La izquierda que viene (1998)
- Señora presidenta (1999)
- El nuevo socialismo: la visión de José Luis Rodríguez Zapatero (2001)